# Альдона
Альдона (Алдона) (лит. Aldona) — литовське жіноче ім'я, що має балтське походження. Ім'я Алдона утворене за допомогою суфікса ona і кореня ald, останній входить у литовські дієслова aldėti, aldoti, які перекладаються як «звучати».
На думку О. н. Трубачова, давньоруське слово лада та литовське ім'я Алдона мало один корінь. Згідно з ним, ім'я складалося з кореня Ald- і суфікса -ona, і походило від *aldas або *alda у значенні «належна a» «походить від a» . За твердженням Я. Сафаревича, це ім'я було латинізовано. У XIX столітті воно стало у Польщі хрестильним та популярним завдяки твору А. Міцкевича "Конрад Валленрод" .
Відомою представницею цього імені була Альдона (також Ганна), дружина польського короля Казимира III . Назва Альдона зустрічалося у М. Стрийковського, але А. Брюкнер не вважав це ім'я справжнім . Тим не менш, це ім'я можна було зустріти у польській мові у XX столітті .

## Литература
- Трубачов О. Н. История славянских терминов родства и некоторых древнейших терминов общественного строя. — М. : Академия наук СССР, 1959. — 212 с.
- Brückner A. Staroźytna Litwa. Ludy i bogi. — Warszawa : Księgarnia Naukowa, 1904.
- Safarewicz J. Polskie imiona osobowe pochodzenia litewskiego // Język Polski. — 1950. — Т. XXX, № 3 (25 березня).